# Bangladesh
För andra betydelser, se Bangladesh (olika betydelser).
Bangladesh (/bɑːŋlɑːdɛʃ/; i/ˌbæŋɡləˈdæʃ/; বাংলাদেশ, uttalas: [ˈbaŋlad̪eʃ], bokstavligen. "Bengalens land"), formellt Folkrepubliken Bangladesh (bengali: গণপ্রজাতন্ত্রী বাংলাদেশ, Ganaprajātantrī Bānglādesh), är en suverän stat och republik i Sydasien vid Bengaliska viken, mellan Indien och Myanmar. Den åtskiljs från Nepal och Bhutan genom Siligurikorridoren. Det är världens åttonde mest befolkade land med omkring 163 miljoner invånare och till ytan endast det nittiotredje största landet, vilket gör Bangladesh till ett av de mest tätbefolkade länderna i världen. Majoriteten av befolkningen är bengaliska muslimer, följt av bengaliska hinduer, med diverse buddhistiska och kristna samhällen. Det officiella språket är bengali, vilket även talas i två av grannlandet Indiens delstater, Västbengalen och Tripura. 
Bangladesh utgörs av det bördiga bengaliska deltat med de stora floderna Brahmaputra, Ganges och Meghna som årligen tillför sediment från Himalaya innan de rinner ut i den bengaliska viken. Tack vare detta är Bangladesh ett väldigt bördigt land med matodling året runt, med hög biodiversitet av både flora och fauna - särskilt fisk. I Bangladesh finns även världens största mangroveskog, Sundarbans, som är känd för sina tigrar, sällsynta fågelarter och otaliga andra speciella arter. Utöver detta gränsar Bangladesh i öster till ett bergigt landskap och en av världens längsta stränder i Cox's Bazar, som är 600 km lång.
Bangladesh tillhör den historiska provinsen Bengalen. De första städerna i Bangladesh dateras till den vediska perioden. Regionen var känd av grekerna och romarna som Gangaridai. Tack vare floderna Ganges och Brahmaputra, som knöt ihop Bengalen med Indien, blev denna region en central handelsplats för den historiska Sidenvägen. Under perioderna Pala och Sena utvecklades ett eget tal- och skriftspråk samt inhemsk litteratur, musik, konst och arkitektur. Islam introducerades under 1200-talet genom Delhisultanatet, Bengalsultanatet och Mogulriket. Bengalen var en viktig region för produktionen av bomull, muslin, siden och andra handelsvaror som exporterades till Europa, Mellanöstern och Asien. Under 1700-talet, i samband med krig mellan Frankrike och England, tog det Brittiska Ostindiska Kompaniet över regionen år 1765 då de etablerade handelsmonopol och tog direkt kontroll över Bengalens finansiella resurser.  Detta gjorde Bengalen till den första brittiska kolonin på den indiska subkontinenten (Indien, Pakistan, Bangladesh, Nepal, Burma).
Regionen var del av det brittiska Indien tills det delades 1947 till två självständiga länder, Indien och Pakistan. Med delningen delades Bengalen i två delar. Den västra halvan, numera Västbengalen, tilldelades Indien, medan den östra halvan blev en del av Pakistan och kallades Östpakistan. Skillnader i språk och kultur visade att 'muslimsk brödraskap' inte räckte till för att ena dessa två geografiskt skilda regioner till ett land. Den ökande bengaliska nationalismen resulterade i Bangladeshs befrielsekrig 1971. Efter självständigheten genomled Bangladesh ett flertal militära kupper. Det parlamentariska systemet återställdes år 1990.

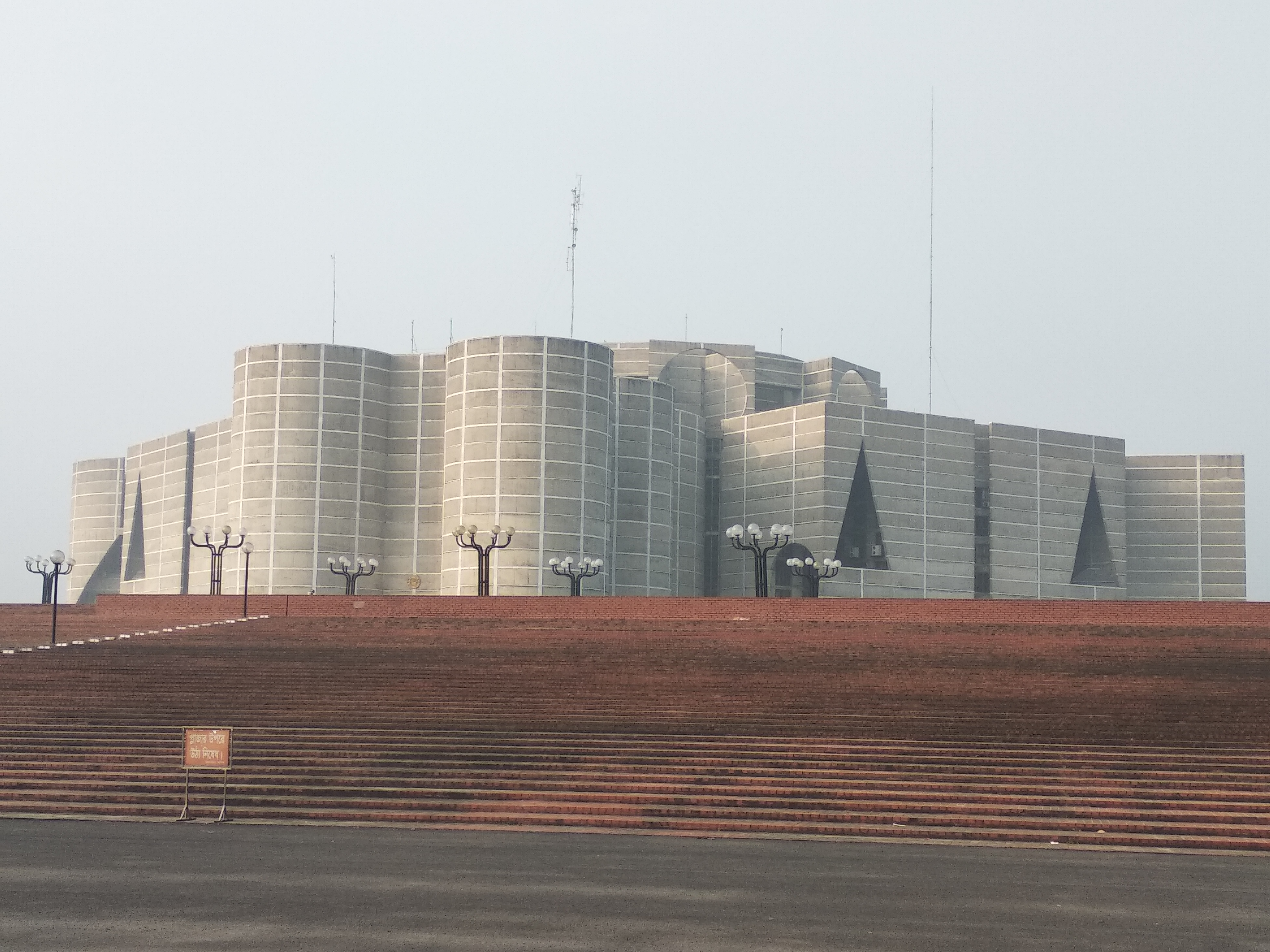
Front sight view of the National Parliament House of Bangladesh

## Historia

### Antika och klassiska Bengalen
Stenåldersverktyg har hittats i den större Bengalregionen som indikerar mänskliga bosättningar sedan 20 000 år tillbaka. Fornlämningar från kopparåldern har visat sig vara 4000 år gamla.
Det antika Bengalen befolkades först av austroasiater, tibeto-burmeser, dravider och indo-arier i följdvågor av migration. Stora urbana bosättningar formades under järnåldern i mitten av det första millenniet f.Kr. Wari-Bateshwar-ruinerna anses vara lämningar efter huvudstaden till en uråldrig vedisk janapada, en av de första stadsstaterna på subkontinenten. Grekiska och romerska uppgifter om det antika kungadömet Gangaridai är kopplat till den befästa staden i Wari-Bateshwar och är enligt legenden det som avskräckte Alexander den Stores invasion av Indien. Romerska geografer beskrev även förekomsten av en stor och viktig hamn i sydöstra Bengalen, motsvarande den nutida Chittagongregionen.
Det legendariska Vanga-kungadömet omnämns i det episka indiska verket Mahabharata och beskrevs som en sjöfarande sydasiatisk nation belägen i det som är idag utgörs av Västbengalen och Bangladesh.
Bengalen styrdes av Mauryariket på 300–200-talet f.Kr. Mauryakejsarna använde sig av Bengalen och Bihar-regionerna (kollektivt kallat Magadha) för att bygga det första geografiskt omfattande järnåldersriket i antika Indien, vilket nådde sin storhet under kejsare Ashoka. De uppmuntrade Jainism och Buddhism, men var även påverkade av Persiska akemenidriket. Mauryariket ersattes av Guptariket på 300-talet e.Kr. Enligt historikern H.C. Roychowdhury härrörde Guptariket från Varendra-regionen i Bangladesh, som idag motsvarar Rajshahi och Rangpur divisionerna. Under Gupta-perioden skapades schack, det matematiska konceptet noll, teorin att jorden cirkulerar runt solen, studien av sol- och månförmörkelser och blomstrandet av sanskrit-litteratur och drama.
Under den klassiska antika perioden var Bengalen uppdelad mellan olika kungariken. Palariket var den största bengaliska stat som etablerats i antik historia. Det var ett kejsardöme som, när det var som störst på 800-talet, omfattade nästan hela norra delen av den indiska subkontinenten. Palakejsarna var Mahayanabuddister och lade ner stora resurser för att främja och stärka konst, arkitektur och utbildning, vilket ledde till uppkomsten av bland annat de välkända universiteten i Nalanda och Vikramshila. Det proto-bengaliska språket formades under Palaperioden.
På 1000-talet tog den hinduiska Sena-dynastin makten och främjade istället brahmanisk hinduism, och lade grunderna för bengalisk hinduism.

### Islamiska Bengalen
Islam kom först till Bengalen via missionärer, sufier och handelsmän från Mellanöstern. Den islamiska erövringen av Bengalen startade med Bakhtiar Khilji från Delhisultanatet som erövrade norra och västra Bengalen året 1204. Delhisultanatet erövrade gradvis hela Bengal och på 1300-talet blev Bengalen ett självständigt sultanat, Bengalsultanatet. Bengalsultanatet var känt för sin kulturella pluralism, med muslimer, hinduer och buddhister genom hela den civila och militära makten.
Under slutet av 1500-talet började mogulkejsaren, Akbar den Store, erövra Bengalen efter att ha besegrat Bengalsultanatets sista härskare. 1608 utnämndes Dhaka till mogulernas provinsiella huvudstad. Trots starkt motstånd lyckades mogulerna ta över hela Bengalen 1666 efter att ha drivit ut portugiser och arakaner från Chittagong. Under mogulernas styre frodades Bengalen genom jordbruksreformer, blomstrande exporthandel, framförallt av muslin- och sidentextilier. Mogulernas guvernörer (vicekonungar) i Bengalen främjade jordbruket och förvandlade Bengalen till hela Indiens risproducent. Under denna period ökade Sufism i anseende. Den bengaliska etniska identiteten kristalliserade sig ytterligare under denna period och regionens invånare gavs tillräckligt med utrymme för att utveckla sina egna traditioner och litteratur. Hela regionen hade länge en stabil administration.
På 1700-talet var Bengalen den rikaste delen av den indiska subkontinenten och utgjorde hälften av mogulernas intäkter. Dess städer var fyllda av eurasiatiska handelsmän. Nawaberna av Bengal skapade en självständig principalitet 1717 med bas i Murshiabad. De gav flertal koncessioner till Europeiska handelsmakter. Detta ledde till konflikter som eskalerade 1757 när Nawab Siraj-ud-Daulah, som föredrog fransmännen som handelspartners, tog över den brittiska basen i Fort William i ett försök att stoppa Brittiska Ostindiska kompaniets frammarsch i Bengal. Ostindiska kompaniet tog tillfället i akt att förklara krig mot nawaben. Siraj-ud-Daulah bedrogs av sin general Mir Jafar som hjälpte Robert Clive besegra den sista självständiga nawaben under Slaget vid Plassey den 23 juni 1757. Mir Jafar utsågs till nya nawab, men kontrollerades av det Brittiska Ostindiska kompaniet.

### Brittiska Bengalen
Slaget vid Plassey kännetecknar början av styret av det Brittiska Ostindiska Kompaniet i Indien varvid britternas ersatte den härskande muslimska klassen i Bengalen. The Bengal Presidency, eller det bengaliska ordförandeskapet, bestod av östra och västra Bengalen och skapades 1765 när det Brittiska Ostindiska Kompaniet tog över rätten att driva in skatt i Bengalen, diwani av Bengalen. Detta var den första av britternas koloniala regioner i det brittiska imperiet i Sydasien. Dessa brittiska handelsmän utövade handelsmonopol och förhindrade konkurrensen samtidigt som de pressade befolkningen på mer och mer skatt. Utan de tidigare nawabernas och mogulernas administrativa kunskapen ledde denna överindrivning av skatt och fokus på vinst till vanvård av jordbruk och skördreserver, där opium föredrogs framför matodling. Åren 1769-1773 genomled Bengalen den största svälten i sin historia, där 10 miljoner människor omkom - det vill säga en fjärdedel av befolkningen.
Under brittiskt styre utvecklade östra Bengalen en plantageekonomi med fokus på indigo, jute och te medan den frodande muslin- och bomullsindustrin försvann, då det konkurrerade med den brittiska textilindustrin. Missnöjet med brittiskt styre kulminerade i Sepoyupproret 1857, med ett flertal olika uppror över hela östra Bengalen, huvudsakligen i protest mot tvånget att odla indigo som inte var vinstgivande för bönderna. Detta ledde till slutet på Ostindiska Kompaniets styre, då den brittiska staten i England beslöt sig för att direkt styra över Indien i det nya Brittiska Indien under en imperial krona.
Bengalen styrdes som en administrativ enhet framtill 1905 när det gjordes ett försök att dela in Bengalen i två delar. Detta motsattes starkt från bengalerna själva som ansåg att detta var ett försök till att splittra bengalers enighet för självständighet, både bland nationalistiska hinduer och antibrittiska muslimer. Som en del av Indiens självständighetsrörelse utformades Swadeshirörelsen som var en ekonomisk strategi att bojkotta brittiska produkter till förmån för lokala produkter och produktionsprocesser, en taktik mest känt tack vare Mahatma Gandhi. Indiska Kongresspartiet spelade en stor roll i denna civila olydnadsprocess och 1911 upphävdes uppdelningen av Bengalen. Indiska självständighetsrörelsen åtnjöt stark popularitet i Bengalen, särskilt på grund av sin kamp för konstitutionella rättigheter för muslimska minoriteter som diskriminerats under brittiskt styre.

### Östpakistan
Efter Indiens delning 1947 delades Bengalen i två delar, den västra delen blev Västbengalen tillhörande Indien, medan östra Bengalen blev en provins i den nybildade muslimska staten Pakistan med Dhaka som ny provinsiell huvudstad - då Kolkata blev en del av Indien. Denna splittring av Bengalen medförde en kollaps av jute-industrin, då all jute odlades i östra Bengalen men bearbetades i Kolkata.
1950 genomförde den pakistanska regeringen en landreform som avskaffade det feudala zamindar-systemet av landägarskap och permanent bosättning. 1952 växte den Bengaliska Språkrörelsen, dess framgång var det första tecknet på friktionen mellan de två geografiskt skilda delarna av Pakistan. Missnöjet med den centrala regeringen vad avser ekonomiska och kulturella frågor fortsatte att öka följande två årtionden, särskilt sedan namnet Östra Bengalen ändrades till Östpakistan 1955. Den bengaliska Awami League ledaren H.S Suhrawardy blev demokratiskt vald till premiärminister av Pakistan 1956, men fick avgå efter Ayub Khans militära kupp 1958. Detta ledde till att Pakistan blev en diktatur under general Ayub Khan. Bengaliska ekonomer, som Rehman Sobhan, menade att Östpakistan subventionerade Västpakistan med uppemot tre miljarder USD per år. Bengalerna i Östpakistan ansåg att Västpakistan exploaterade den östra landsdelen. Restriktioner avseende bengaliska kulturella uttryck, som t. ex musiken av Rabindranath Tagore, ökade enbart Bengalisk nationalism. 1966 valdes Sheikh Mujibur Rahman som ordförande över Awami League. Han fängslades av Khan när han föreslog en plan för ekonomisk frihandel och valutahandel mellan de två pakistanska provinserna. När han frigavs under upproret i Östpakistan 1969 blev han en symbol för den bengaliska nationalismens kamp för frihet. När en massiv cyklon 1970 orsakade stor skada genom Östpakistans kustområden dödades en halv miljon människor. Den centrala regeringen i Västpakistan kritiserades för sitt ineffektiva agerande och misskötande av internationellt katastrofbistånd.

### Bangladeshs befrielsekrig
Bengaliska folkets missnöje förvärrades ytterligare när Sheikh Mujibur Rahman, vars parti Awami League hade vunnit majoritet i parlamentsvalet 1970, inte fick tillträda som premiärminister. Pakistan delades 1971, då Östpakistan bröt sig ur förbundsstaten och bildade republiken Bangladesh. I början av 1971 gjorde de uppror, vilket ledde till häftiga strider. Revolten slogs ner av regeringsstyrkor och nära sex miljoner människor flydde från Östpakistan till Indien. Indien protesterade mot den ekonomiska bördan och anklagade Pakistan för brutalitet. Pakistan å sin sida kritiserade Indien för att det blandade sig i landets inre angelägenheter. Krig bröt ut mellan de båda länderna och indiska trupper intog Östpakistan, som snabbt blev en självständig stat med namnet Bangladesh.
Slutligen nåddes under hösten 1971 full självständighet för den nya stat som tog sig namnet Bangladesh ("det fria Bengalen"), under shejk Mujibur Rahman, som dock inte blev den nya statens president, utan dess premiärminister. År 1974 erkändes Bangladesh av Pakistan, vars ledare Ali Bhutto besökte landet senare samma år som tecken på att relationerna normaliserats. Samma år drabbades Bangladeshs bräckliga ekonomi av ett förödande slag. Efter en översvämningskatastrof av stora mått följde hungersnöd och tilltagande anarki. 1975 antogs en ny författning enligt vilken Mujibur Rahman blev president. Samtidigt infördes enpartisystem. I augusti 1975 dödades presidenten och hans familj i en militärkupp ledd av en grupp högerofficerare. Två år av kaos med flera militärkupper följde. Det politiska läget stabiliserades sedan general Ziaur Rahman utsetts till president 1977. Oppositionspartier blev åter tillåtna och parlamentsval ägde rum 1979, vilket resulterade i en civil regering. Presidenten förblev dock den tyngsta maktfaktorn. Bangladesh har därefter genomgått en snabb ekonomisk tillväxt men många utmaningar kvarstår.

### Nutida Bangladesh
Sedan demokratin återupprättades 1991 har makten i huvudsak växlat mellan två partier: Awamiförbundet och Bangladeshs nationalistparti (BNP). Awamiförbundet vann valet 2008 och har sedan dess hållit sig kvar vid makten. Politiken präglas av bittra motsättningar. Oppositionen agerar genom ofta våldsamma demonstrationer, strejker och bojkotter av parlamentet. Premiärminister Sheikh Hasina anklagas för att ha blivit alltmer auktoritär under Awamiförbundets långa regeringsperiod. Bangladesh har sedan 1990-talet haft en stark ekonomisk utveckling och landets BNP per invånare har fyrfaldigats sedan millennieskiftet.

## Geografi

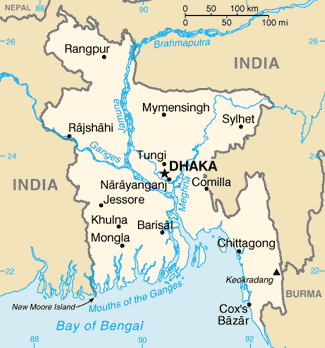
Karta över Bangladesh

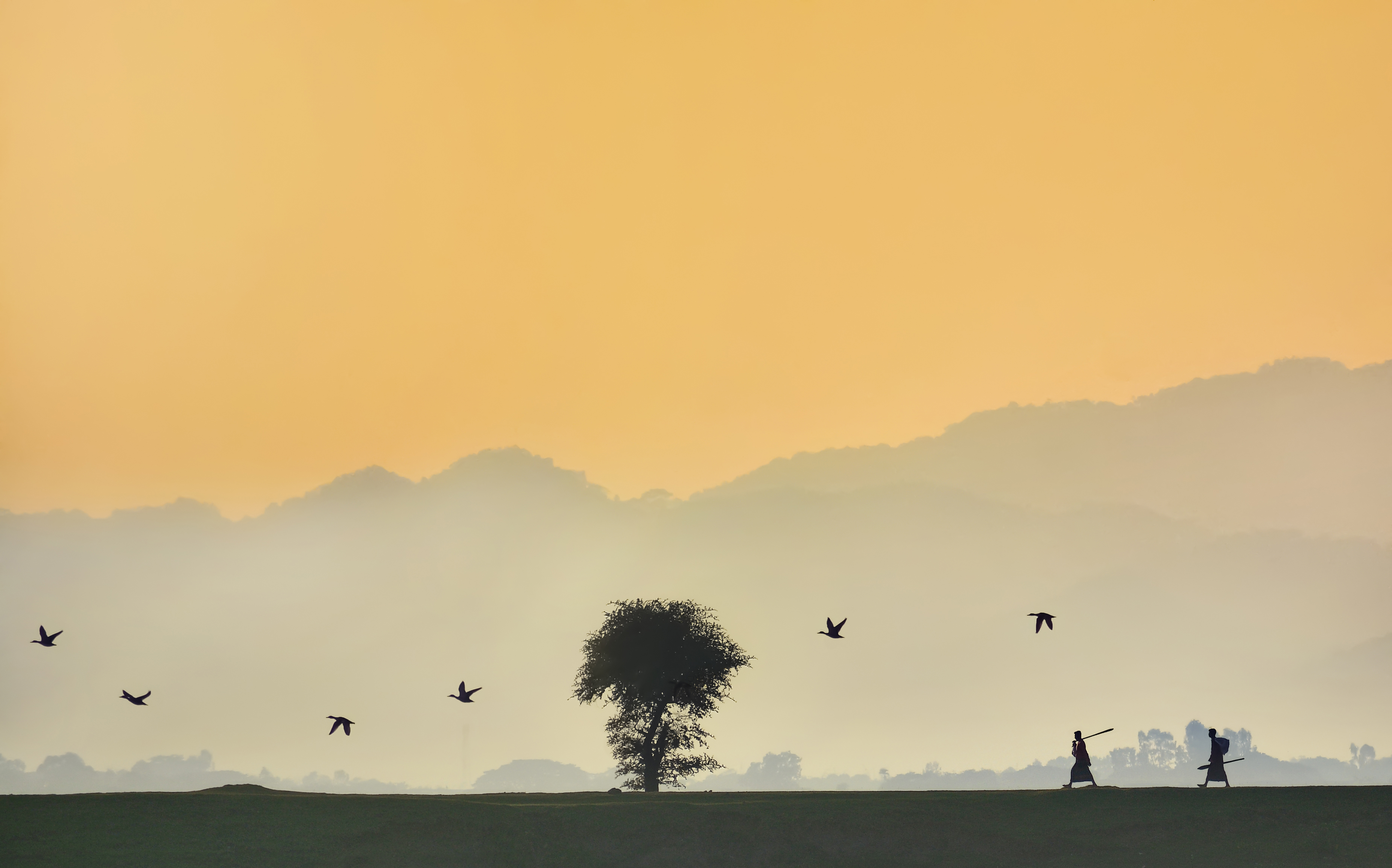
Tanguar haor, ett av ett antal säsongsvisa våtmarksområden i nordöstra Bangladesh.

Bangladesh ligger i Sydasien och omges nästan helt av Indien förutom en kort gräns mot Myanmar i sydöst och Bengaliska viken i söder. Landet är cirka en tredjedel så stort som Sverige och ligger till största delen på det delta som bildas av floderna Padmas (Ganges i Indien), Jamunas (Brahmaputra) och Meghnas och deras många biflödens floddelta, som sällan höjer sig mer än tio meter över havet. Det medför att stora delar av landet är känsligt för översvämningar i samband med monsunregn samt vid tropiska stormar och flodvågor som sveper in från havet, Bengaliska viken.
Vid kusten i sydväst finns världens största kustnära mangroveskog, Sundarbans med hemvist för bland annat den utrotningshotade bengaliska tigern. Det är ett av de sista djungelområdena i Sydasien och står på FN:s världsarvslista. Deltat är oerhört tättbefolkat, vilket möjliggörs av att marken är synnerligen bördig. Ett ständigt återkommande problem är dock de stora översvämningarna, som regelbundet tar många människoliv och lämnar många människor utan tak över huvudet.
I norr är terrängen något mer kuperad och i nordöst når Sylhetbergen upp mot 250 meters höjd. De var tidigare skogbevuxna där skogen numer till stora delar har ersatts med teplantager. I sydöst stiger landet och bildar Chittagong Hills ned mot Burmagränsen med Keokradong in mot gränsen som landets officiellt högsta topp på 1230 meter över havet

### Klimat
Bangladesh har ett tropiskt klimat, med milda vintrar från oktober till mars och varma, fuktiga somrar mellan mars och juni. Mellan juni och oktober varar monsun-säsongen då årets största regnmängder faller. Naturkatastrofer, såsom översvämningar, tropiska cykloner, tromber och Bores inträffar nästan varje år. Detta i kombination med avskogning och erosion kan ge förödande konsekvenser.
I november 2007 omkom över 2300 människor i cyklonen Sidr, som drabbade stora delar av landet.

### Miljöproblem
Det låga och flacka landskapet medför att stora delar av landet är känsligt för översvämningar i samband med monsunregn samt vid tropiska stormar och flodvågor som sveper in från havet, Bengaliska viken med årligen omfattande katastrofer och massdöd som följd. Värst drabbat är avlopps- och latrinsystem, där de stora floderna även för med föroreningar från framför allt Indien. Detta orsakar att livsmedel, särskilt vatten för dryck och hushåll är infektiöst förorenade. 

#### Dricksvatten
Dricksvattnet har utgjorts av ytvatten från bland annat de avloppsförorenade floderna från Indien, vilket har medfört att infektiösa mag-tarmsjukdomar varit legio och särskilt har kolera varit fruktad och området vid Bengaliska viken ett av de epicentra pandemierna utgått från. Befolkningen har länge använt socker-saltlösningar för att försöka rädda de drabbade från död. WHO/Unicef har utvecklat dessa till livräddande medicin, ORS, som i dag används globalt till framför allt rehydrering av barn med akut magsjuka.
Under 1970-talet initierade bland andra WHO omfattande projekt med borrning av miljontals brunnar för att förse befolkningen med mindre förorenat vatten för bland annat husbehov. Under slutet 1980-talet konstaterades ökad förekomst av arsenikförgiftningar och man kunde i början av 1990-talet knyta förgiftningarna till dricksvattnet. I flodsedimentet som bygger upp deltat finns arseniksalter deponerade och de löstes ut och kom in i brunnarna i sådana halter, att de orsakade kroniska arsenikförgiftningar där man beräknar att upp till 58 miljoner människor använde förgiftat brunnsvatten. Även om man åtgärdat ungefär hälften av de aktuella dricksvattenkällorna, är det fortfarande till stor del olöst och man bedömer att omkring 40 miljoner människor, en fjärdedel av landets befolkning utsätts för giftigt vatten. Man bedömer att tiotusentals människor dör årligen av arsenikförgiftning och dess följdsjukdomar och särskilt barn riskerar men för livet på grund av arsenikorsakade utvecklingsstörningar. WHO har kallat detta för världens största giftkatastrof genom tiderna.

## Styre och politik

### Författning och styre
I likhet med i Indien har presidenten i huvudsak ceremoniella arbetsuppgifter, och den verkliga politiska makten finns hos premiärministern. Premiärministern måste ha parlamentets förtroende.
Enkammarparlamentet heter Jatiya Sangsad ("Nationens hus"), och har 300 ledamöter som väljs för mandatperioder på 5 år genom majoritetsval i enmansvalkretsar. 30 av dessa mandat är reserverade för kvinnor.

### Administrativ indelning

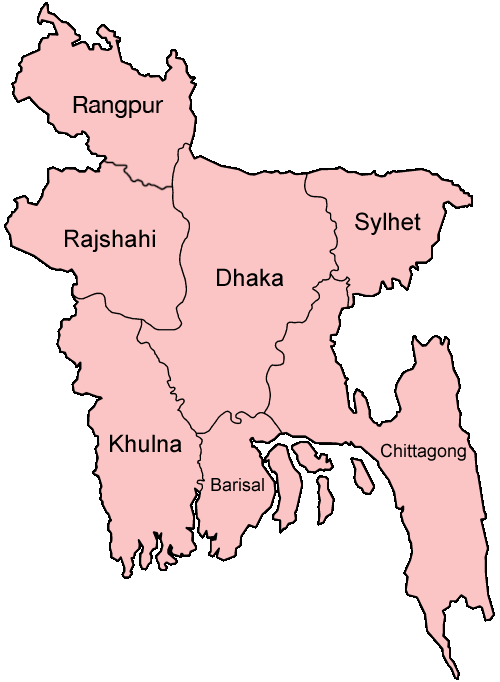
Bangladeshs provinser

Bangladesh är indelat i sju administrativa provinser (på bengali kallade "bibhag").
Provinsernas namn är desamma som huvudorternas namn:
- Barisal (বরিশাল)
- Chittagong (চট্টগ্রাম)
- Dhaka (ঢাকা)
- Khulna (খুলনা)
- Rajshahi (রাজশাহী)
- Rangpur (রংপুর)
- Sylhet (সিলেট)

Provinserna delas i sin tur in i administrativa distrikt som kallas zila. Det finns 64 distrikt i Bangladesh, som vidare delas in i mindre administrativa områden som kallas thana ("polisstationer") och upazila ("underdistrikt"). Området inom polisstationerna, förutom när det gäller storstadsområden, delas ytterligare in i flera unioner, och varje union består av flera byar. I storstadsområdena delas polisstationerna in i valområden, som vidare delas in i mahallas. I unionerna och valdistrikten väljs en ordförande och ett antal medlemmar i direkta val. 1997 reserverades tre av tolv säten i varje union till kvinnliga kandidater.

## Ekonomi och infrastruktur

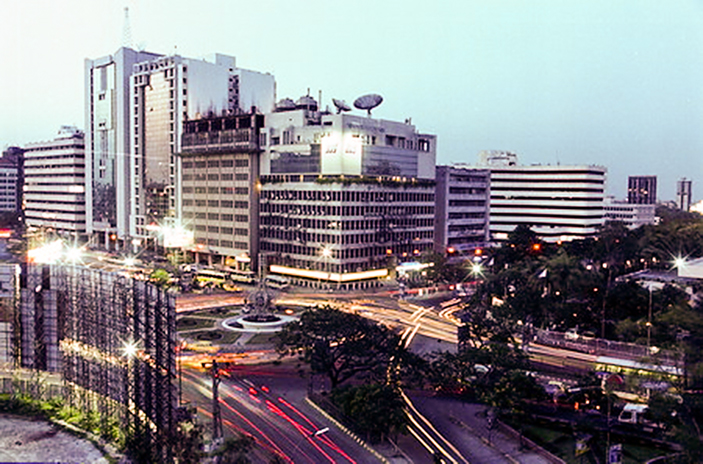
Dhaka (huvudstaden), Bangladesh

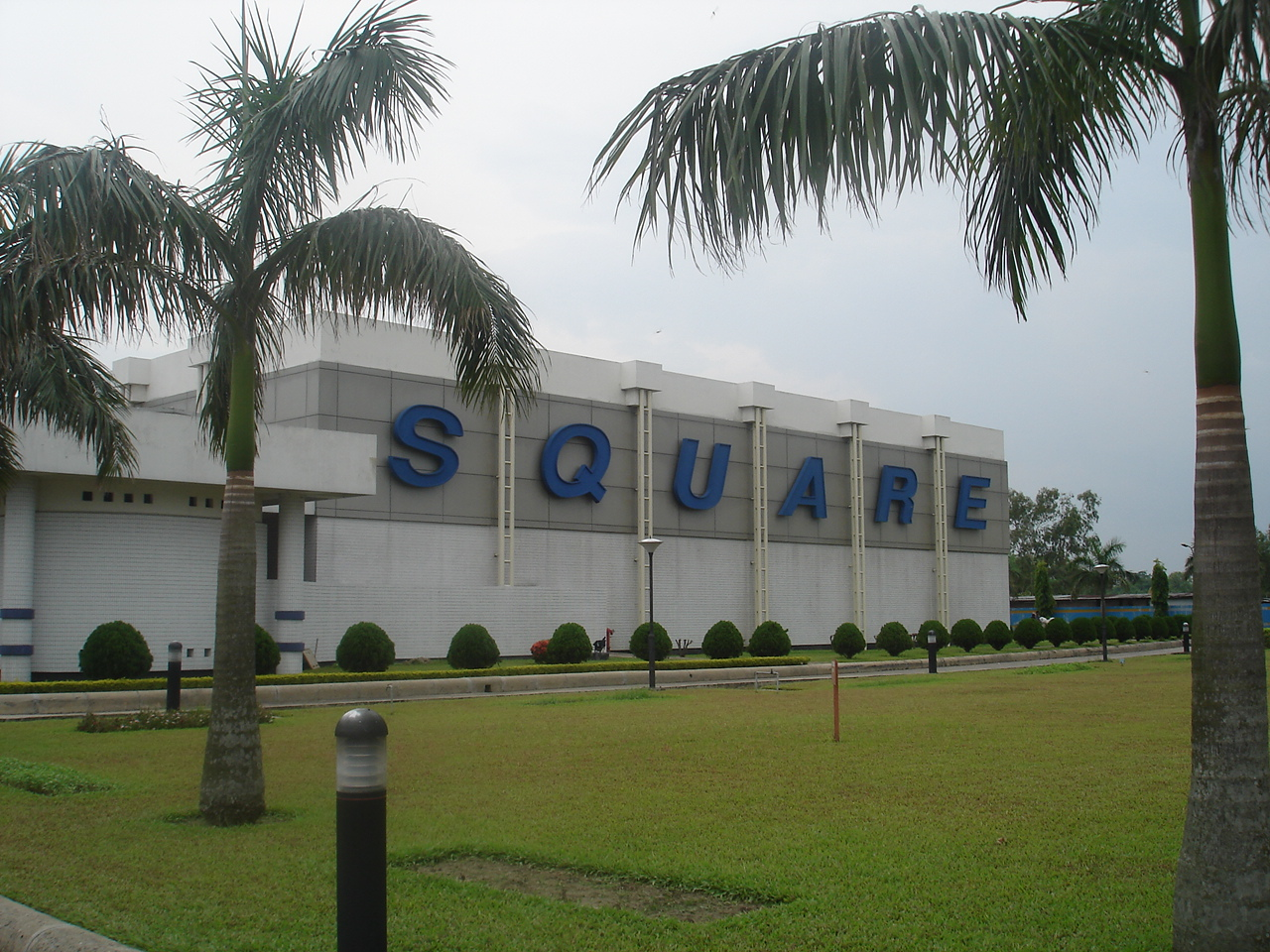
Square Pharmaceuticals, en av de största läkemedelskoncern i Bangladesh

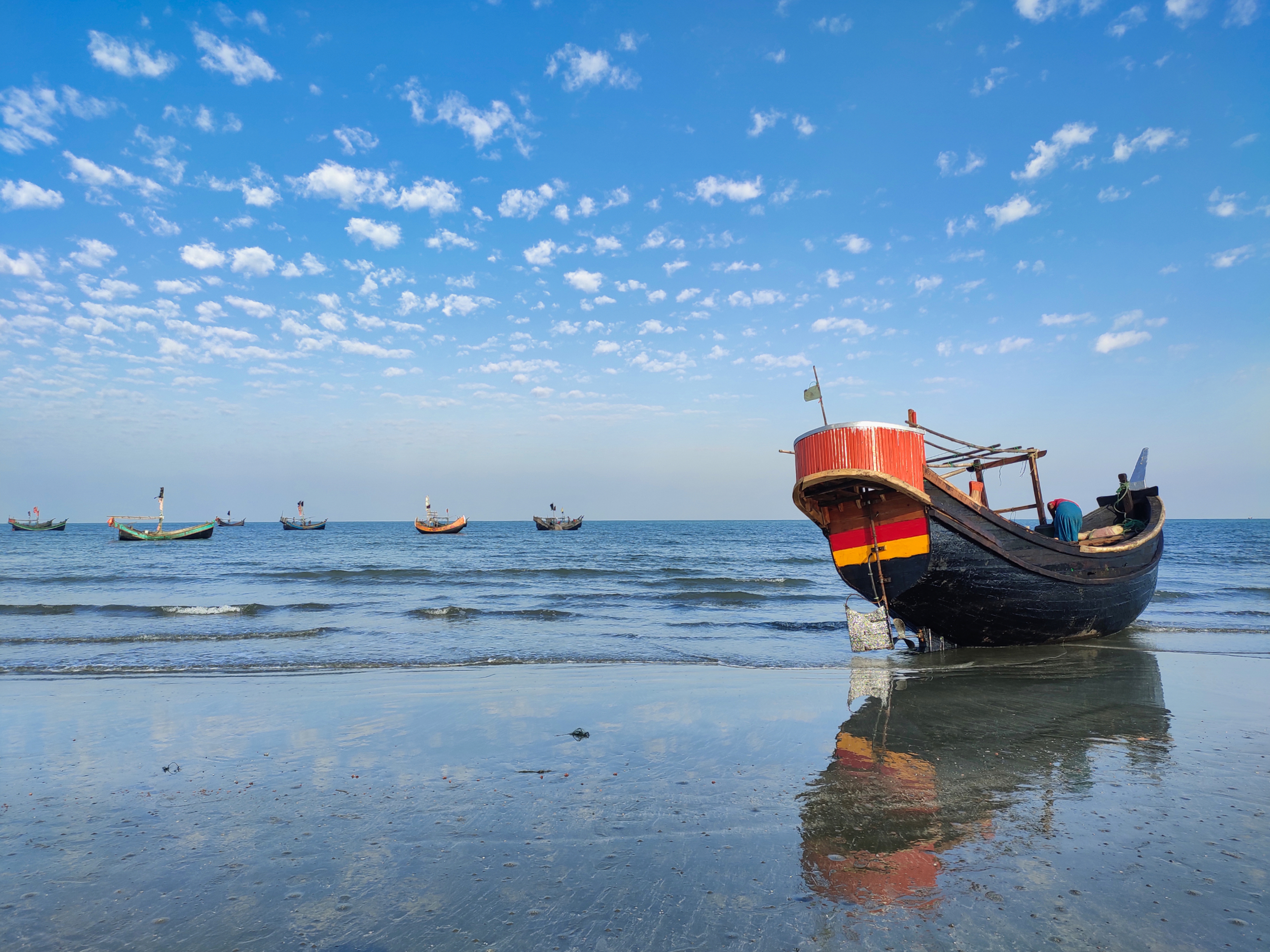
Fiskebåtar vid St. Martin's Island.

Bangladeshs ekonomi består av en snabb utvecklande marknads- och exportinriktad ekonomi som drivs av en alltmer ökande konsumtionsnivå och en kraftig ökad investeringstillväxt. Den snabba ekonomiska utvecklingen, med en obruten årlig tillväxttakt på närmare 6 procent det senaste decenniet, har resulterat i att Världsbanken gjort bedömningen att landet kommer nå medelinkomststatus runt åren 2021. Bangladesh bruttonationalprodukt är estimerat att växa 7,9 % 2018 och 7,5 % 2019. Tillväxttakten har nått rekordnivåer i tillverkningsindustrin och servicesektorn. I synnerhet inom infrastruktur- och kollektivtrafiksektorn, där det pågår arbeten med massiva infrastruktursatsningar i Padmabron och moderniserade tågbanesystem över landet. Bangladesh har det senaste decenniet gjort stora miljardinvesteringar i humankapital, i synnerhet för att lyfta unga kvinnor, genom riktade hälso- och sjukvårdssatsningar och ökade utbildningssatsningar. Bangladesh har också haft ett mycket progressivt jämställdhetsarbete för att minska klyftorna mellan män och kvinnor. Detta resulterat i att Bangladesh har bäst jämställdhetsindex bland dem sydasiatiska länderna, med en rankning på 47 av 144 länder.
Bangladeshs ekonomi är rankad som den 37 största i världen enligt PPP-termer, $129,9 miljarder i BNP (nominellt) enligt 2013 års siffror. Fattigdomen har reducerats med 1/3 det senaste decenniet och den ekonomiska utvecklingen har gått hand i hand med den mänskliga utvecklingen i form av ökad livslängd, läskunnighet, mm. Den ekonomiska tillväxten och tillväxtpotentialen har medfört att banken Goldman Sachs har kategoriserat Bangladesh som en av de elva annalkande storekonomierna i världen (Next Eleven, N-11) där kriterier som mäts är makroekonomisk stabilitet, politisk utveckling och mognad, handelsmönster och investeringspolicyn. Bangladesh räknas också som en kommande tigerekonomi. Ur ett ekonomiskt perspektiv är landet dock mycket överbefolkat. Mer än hälften av BNP härrör från tjänstesektorn, industrisektorn svarar för 30 % och jordbruk för knappt 20 %. Servicesektorn utgörs av industrier såsom konfektionsindustrier, juteindustrier, livsmedelsindustrier, statliga arbeten etc. Export av textil och kläder är den största källan till inkomster från utlandet. Andra industrier såsom skeppsbyggnad och tillverkningsindustrin inom konsumtionsvaror är utvecklingsindustrier. Läkemedelsindustrin är en av landets mest utvecklade industriområden och landet är helt självförsörjande avseende läkemedelsproduktion. En stor del av landytan består av fertilt landskap och är prospekterat för jordbruk och för andra ändamål. I den norra samt centrala regionen finns teodlingar som är några av världens största teproducerande områden.

### Infrastruktur

#### Transporter
Vägnätet i Bangladesh är i dåligt skick på grund av de många översvämningarna. Av cirka 223 000 km väg som finns i landet är bara 15,7 % (35 000 km) asfalterade. Järnvägarna har en längd av 2706 km (värde från 2005). Det finns tre internationella flygplatser (Dhaka, Chittagong och Sylhet) och två större hamnar (Chittagong, Mongla). Bangladeshs nationella flygbolag heter Biman Bangladesh Airlines.

#### Utbildning
Läskunnigheten har ökat tack vare många olika program som introducerats i landet, bland de mest framgångsrika är Mat och utbildning-programmet som introducerades 1993, och ett stipendieprogram för kvinnor.

## Befolkning

### Demografi
Med en befolkning på över 170 miljoner är Bangladesh ett av världens folkrikaste länder. Landet har en extremt hög befolkningstäthet på grund av dess relativt lilla yta på 148 000 kvadratkilometer. Utöver ett par stadsstater har Bangladesh världens högsta befolkningstäthet. Landets befolkningsökning var bland de högsta i världen under 1960- och 1970-talen, då befolkningen växte från 50 till 90 miljoner, men tillväxten minskade under 1980-talet då preventivmedel introducerades i landet. Under 1990-talet skedde en mycket snabb minskning av familjestorlekarna.

#### Större städer
Dhaka är huvudstad och största stad i Bangladesh. Andra större städer är Chittagong, Khulna, Rajshahi, Barisal och Sylhet. Dessa städer väljer en borgmästare istället för ordförande. Borgmästare och ordförande väljs vart femte år.

#### Minoriteter
Den största etniska gruppen i Bangladesh är bengaler, som utgör ungefär 98 % av befolkningen. Resterande är främst biharier och lokala stammar.

#### Migration
År 2016 fanns det 276 198 flyktingar från Myanmar i Bangladesh, samtidigt som landet hade 426 000 internflyktingar som hade tvingats lämna sina hem på grund av våld, brott mot de mänskliga rättigheterna, religiös förföljelse samt naturkatastrofer. Under samma år var nettomigrationen i Bangladesh -3,1 migranter per 1 000 invånare.

### Språk
Det officiella och mest använda språket i landet är bengali, ett indoariskt språk med ursprung i sanskrit, språket skrivs med bengalialfabetet. Engelska är andraspråk hos medel- och överklassen. och vid högre utbildning. Sedan 1987 används enligt lag bengali för all officiell korrespondens förutom då mottagaren är utländsk.

### Religion
De två huvudsakliga religionerna i landet är islam (89,7 %) och hinduism (9,2 %). Ungefär 96 % av muslimerna är sunni medan något över 3 % är shia och resterande är ahmadiyya. Övriga religioner inkluderar buddhism (0,7 %), kristendom (0,3 %) och animism (0,1 %). Bangladesh är efter Indonesien, Indien och Pakistan det land i världen med störst muslimsk befolkning.

### Sociala förhållanden
År 2014 var moderns medianålder vid första barnets födelse för mödrar i åldern 25-29 år 18,5 år. När det gäller ungdomsarbetslösheten var den 8,7 procent år 2010. För män var arbetslösheten bland ungdomar 8,3 procent, medan den för kvinnor var något högre, 9,2 procent, samma år.

### Hälsa
Hälso- och utvecklingsnivåerna har ökat när fattigdomen minskat. De flesta av invånarna bor på landsbygden och försörjer sig av jordbruk för eget bruk. Vanliga hälsoproblem är grundvattenföroreningar och sjukdomar såsom malaria.
År 2015 rapporterades en mödradödlighet på 176 dödsfall per 100 000 födslar i Bangladesh. Spädbarnsdödligheten samma år var 32,9 dödsfall per 1 000 levande födslar. Den manliga spädbarnsdödligheten var något högre, med 35,2 dödsfall per 1 000 levande födslar, medan den kvinnliga spädbarnsdödligheten låg på 30,4 dödsfall per 1 000 levande födslar. När det gäller hiv/aids, var andelen vuxna med hiv/aids 0,01 procent år 2015, och det uppskattades att 9 600 invånare var smittade. Årligen avled omkring 900 personer till följd av hiv/aids samma år. Fetmanivåerna bland den vuxna befolkningen var relativt låga, med 3,3 procent som led av fetma år 2014. Samma år var 32,6 procent av barn under fem år underviktiga.

### Övriga befolkningsdata
Den senaste folkräkningen hölls den 15 mars 2011 och då uppgick den faktiskt befintliga befolkningen i Bangladesh (de facto) till 144 043 697 invånare, varav 72 109 796 män och 71 933 901 kvinnor. I efterhand justerades siffran från folkräkningen, då hela befolkningen inte ansågs ha räknats. Den justerade siffran uppgick till 149 772 364 invånare, varav 74 980 386 män och 74 791 978 kvinnor. Folkräkningar hade tidigare hållits 2001, 1991, 1981, 1974, 1961 och 1951. Invånartalet i Bangladesh uppskattades i juli 2018 av The World Factbook till 159 453 001 invånare, av Förenta nationerna (befolkning den 1 juli 2016) till 162 911 000, av Internationella valutafonden till 163 187 000 invånare (för år 2017) samt av Världsbanken (juli 2016) till 162 951 560 invånare.

## Kultur

### Film
Filmindustrin i Bangladesh har sitt centrum i huvudstaden Dhaka. Före Indiens delning 1947 producerades filmer på Bangladeshs språk bengaliska i Calcutta. Filmerna liknar huvudsakligen andra sydasiatiska filmer med sång- och dansavsnitt. Kända regissörer från Bangladesh är Zahir Raihan, Alamgir Kabir, Humayun Ahmed, Tanvir Mokammel och Tareque Masud. Antalet inspelade filmer ökade mellan 1975 och 2005 från 34 till 102.

## Internationella rankningar
| Organisation                                | Undersökning                   | Rankning   |
| ------------------------------------------- | ------------------------------ | ---------- |
| The Economist                               | Demokratiindex 2018            | 88 av 167  |
| World Bank Group                            | Doing Business Report 2019     | 168 av 190 |
| Heritage Foundation/The Wall Street Journal | Ekonomisk frihet-index 2019    | 121 av 180 |
| FN:s utvecklingsprogram                     | Human Development Index 2018   | 135 av 189 |
| Transparency International                  | Korruptionsindex 2018          | 149 av 180 |
| Reportrar utan gränser                      | World Press Freedom Index 2019 | 150 av 180 |